# Kétegyháza
Kétegyháza är en ort i Ungern. Den ligger i provinsen Békés, i den sydöstra delen av landet, 200 km sydost om huvudstaden Budapest. Antalet invånare är 4 331.